# Treux
Treux – miejscowość i gmina we Francji, w regionie Hauts-de-France, w departamencie Somma.
Według danych na rok 2011 gminę zamieszkiwało 239 osób, a gęstość zaludnienia wynosiła 107 osób/km² (wśród 2293 gmin Pikardii Treux plasuje się na 732. miejscu pod względem liczby ludności, natomiast pod względem powierzchni na miejscu 1108.).